# Liphistius sumatranus
Espèce
Synonymes
- Anadiastothele thorelli Simon, 1903

Liphistius sumatranus est une espèce d'araignées mésothèles de la famille des Liphistiidae.

## Distribution
Cette espèce est endémique de Sumatra en Indonésie,.

## Description
La femelle mesure 22,8 mm et le mâle 13,2 mm.

## Étymologie
Son nom d'espèce lui a été donné en référence au lieu de sa découverte.

## Publication originale
- Thorell, 1890 : Studi sui ragni Malesi e Papuani. IV, 1. Annali del Museo Civico di Storia Naturale di Genova, vol. 28, p. 1-419.